# El Marino, Mexiko
El Marino är en ort i Mexiko.   Den ligger i kommunen Cazones de Herrera och delstaten Veracruz, i den sydöstra delen av landet, 230 km nordost om huvudstaden Mexico City. El Marino ligger 45 meter över havet och antalet invånare är 236.
Terrängen runt El Marino är platt, och sluttar österut. Runt El Marino är det ganska tätbefolkat, med 78 invånare per kvadratkilometer. Närmaste större samhälle är Tihuatlan, 18,8 km väster om El Marino. Trakten runt El Marino består till största delen av jordbruksmark.